# جيل فيسيير
جيل فيسيير (بالفرنسية: Gilles Veissière)‏، من مواليد 18 سبتمبر 1959 في نيس في فرنسا، حكم كرة قدم فرنسي دولي.
حكم في كأس الأمم الأوروبية لكرة القدم 2000، وقد حكم في كأس العالم لكرة القدم 2002، وحكم في كأس الأمم الأوروبية لكرة القدم 2004.

## روابط خارجية
- جيل فيسيير على موقع Soccerway.com (الإنجليزية)